# Tischler Petra
Tischler Petra (Szekszárd, 1987 – ) magyar mesterszakács, a Séfek Séfe női zsűritagja.

## Élete
Középiskolásként Szekszárd kézilabda sportjának egyik meghatározó játékosa volt. Érettségi után elvégezte a Budapesti Gazdaságtudományi Egyetemet és a konyhaművészetben találta meg önmagát. Szakdolgozatát a római ételekről és mai megjelenésükről írta.
Szekszárdon a Garay János Gimnázium 2005/2006-os évfolyamán érettségizett és miután 2010-ben befejezte az egyetemet (BGE Kereskedelmi, Vendéglátóipari és Idegenforgalmi kar), elkezdte szakmai pályafutását a Nobu étteremben. Aztán Angliában és az Egyesült Államokban jegyzett séfek útmutatásával gyarapította tudását. 2016 márciusában elnyerte az ország 5. Michelin-csillagát. Aztán a Costes Downtown étteremben folytatta pályafutását. Ezután egy időre a Budaörsi Halpiac operatív igazgatójaként merülhetett bele az édesvízi és tengeri uszonyosok világába. Angol, francia és japán nyelvtudással rendelkezik. 2022 óta főként halas tematikában tart főzőbemutatókat és privát vacsorákat. Fontos számára a friss és minőségi növényi alapanyagok használata a főzéshez.

## Oktatása
A BGE KVIK-en rendszeresen tart elméleti és gyakorlati szakmai órákat angol és magyar nyelven, sőt képviselte is már a kart mint nagykövet.

## Tévés szereplései
- Séfek Séfe (2025–)

## Díjai
- Pro Gastronomia díj, kiemelkedő ifjú tehetség[4]
- A sous-chef pozícióban elnyert Michelin-csillag[4]